# 堤化学
株式会社堤化学（つつみかがく）は熊本県熊本市に本社を置く化学薬品の販売メーカー。

## 沿革
- 1926年 - 堤心次商店として化学製品販売業を開始
- 1937年 - 堤化学薬品店と改称
- 1955年 - 法人組織有限会社堤化学薬品店設立
- 1965年 - 試薬、器材に伴い分析医療部門設置
- 1970年 - 有限会社堤化学薬品店を株式会社に組織変更。社名を堤化学株式会社とする
- 1974年 - 旧店舗熊本市坪井3丁目1-27より、熊本市高平1丁目1-15に新築移転
- 1981年 - 八代市長田町に連絡所開設
- 1988年 - 八代市長田町の連絡所を興善寺町に移転し、八代営業所開設する
- 2002年 - 八代営業所を熊本営業所へ統合
- 2005年 - 熊本市高平から大窪の新社屋へ移転